# Údolí Brtnice
Údolí Brtnice je přírodní rezervace poblíž obce Brtnice v okrese Jihlava v nadmořské výšce 426–548 metrů. Oblast spravuje Krajský úřad Kraje Vysočina.
Důvodem ochrany je zachování a udržení vysokých přírodních a krajinářských hodnot údolí řeky Brtnice jako ojedinělého geomorfologického fenoménu s velkou diverzitou, zabezpečení podmínek pro trvalou existenci populací ohrožených taxonů.